# Ізмаїл (станція)
Ізмаї́л — кінцева залізнична станція Одеської дирекції Одеської залізниці на лінії Арциз — Ізмаїл. Розташована на околиці міста Ізмаїл Одеської області, за 287 км від станції Одеса-Головна та за 22 км від станції Ташбунар; на півночі міста відгалужується суто вантажна гілка до станції Ізмаїл-Порт Новий.

## Історія
Після підписання пакту Молотова — Ріббентропа південь Бессарабії, а з ним і південна частина сучасної Одещини, опинилися під радянською владою. Від станції Басарабяска споруджені ще за часів Російської імперії колії розгалужувалися у двох напрямках: на Рені та  Білгород-Дністровський через Арциз. Побудовані вони були у  1877 та 1915 роках відповідно, у 1917 році залізниця прокладена до станції Бугаз у смт Затока).
Станція Ізмаїл відкрита 20 лютого 1941 року, після завершення будівництва дільниці Арциз — Ізмаїл. Побудований у рекордний термін відтинок колії плюс решту залізниці до Одеси, як і інші тогочасні румунські залізниці впродовж 1941—1944 років перевели на вузьку колію (1435 мм). Одразу після закінчення Другої світової війни усі лінії регіону за кілька місяців перешили на широку колію (1520 мм).
У 1980-х роках станція стає основними пасажирськими воротами міста.

### У незалежній Україні
Через економічну кризу, у 1990-х роках, вантажні перевезення різко скоротилися, а пасажирські перевезення після 1997 року звелися до єдиного пасажирського поїзда. Дизель-потяги були скасовані через нерентабельність.
Станція Ізмаїл мала шанси стати лінійною: на порядок денний у 2007 році Кабінетом Міністрів України висувалася ідея прокласти залізницю, яка б сполучила міста Ізмаїл та Рені, але кожного разу це питання не було вирішене. Влітку 2022-го, після повномасштабного вторгнення РФ, про необхідність прямого сполучення ще раз згадав тодішній міністр інфраструктури Олександр Кубраков.
На станції діє лінійний відділок поліції. Під його юрисдикцією знаходяться колії Ізмаїльського, Кілійського, Арцизького, Саратського, Тарутинського, Ренійського і Болградського районів області, а також Ізмаїльський, Ренійський та Кілійський порти (останні — з 26 січня 2013 року).
Двоє правоохоронців лінійного відділу поліції станції Ізмаїл 22 вересня 2014 року у складі зведеної групи УМВС Одеської залізниці були відряджені на Донецьку залізницю у зону проведення АТО. Група виконувала завдання з охорони правопорядку на півночі Донецької області (станції Лиман, Святогірськ, Слов'янськ тощо) і після виконання службово-бойових завдань повернулася у повному складі
19 липня 2014 компанія «Південні туристичні лінії», орендувавши у Південно-Західної залізниці вагони, запустила туристичний поїзд сполученням Київ — Одеса — Ізмаїл через Вінницю (№ 287/288 на сайті Укрзалізниці, № 901/902 на сайті «ПТЛ») курсуванням через день. Він став першим в Україні приватним пасажирським поїздом, який здійснив перший рейс зі столиці України до Подунав'я. Місця у вагонах поїзда реалізувалися безпосередньо підприємством «ПТЛ» (у вагонах та через інтернет, проте у касах «Укрзалізниці» вони були недоступні. Проте вже за п'ять тижнів, 27 серпня, компанія скасувала усі рейси поїзда через нерентабельність.
У зв'язку з високою соціальною необхідністю, оскільки «усі поїзди південного напрямку мають попит» та завдяки проведенню низки підготовчих робіт на станціях Одеса-Головна та Ізмаїл, за підтримки тодішнього міністра інфраструктури Володимира Омеляна 23 вересня 2016 року було призначено поїзд у прямому сполученні Київ — Ізмаїл, який мав на той час № 243/244.
20 листопада 2021 року за маршрутом Одеса — Ізмаїл запущена реалізація пілотного проєкту Public Service Obligation (PSO). Public Service Obligation — ринкова модель замовлення транспортних послуг, при якій держава або місцева влада оплачують перевізнику вартість соціально значущих маршрутів. Такий механізм впроваджено в більшості європейських країн: у Німеччині, Нідерландах, Латвії, Болгарії, Чехії. Керівництво АТ «Укрзалізниця» та Одеської обласної влади підписало меморандум у рамках реалізації пілотного проєкту у пасажирських приміських перевезеннях. Зокрема, відповідно до меморандуму місцева влада компенсуватиме перевізнику щонайменше 5 млн грн на рік витрат на організацію маршруту Одеса — Ізмаїл. Одеська область стає флагманом впровадження європейської практики замовлення послуг з перевезення пасажирів залізничним транспортом. Модель PSO є найвигіднішою для всіх сторін перевізного процесу, адже вона закріплює надання послуги, що становить загальносуспільний інтерес, та відповідну компенсацію від місцевої влади
.

### Спроби електрифікації
У 2000 році висувалася пропозиція електрифікації дільниці від станції Білгород-Дністровський до Ізмаїла; вона, втім, так і не була здійснена: усі заплановані для цього ресурси пішли на ліквідацію наслідків обмерзання взимку 2001 року. У планах 2013 року станцію також планували електрифікувати, проте викреслили з проєкту 2015-го року.

## Пасажирське сполучення
Перший пасажирський поїзд до Одеси вирушив зі станції 3 жовтня 1944 року. У липні 1947 було впроваджено пасажирський дизель-поїзд сполученням Ізмаїл — Білгород-Дністровський.

### Одеський напрямок
До станції курсував поїзд місцевого сполучення № 686/685 Одеса — Ізмаїл. Влітку періодичність курсування поїзда складала  5 разів на тиждень, взимку — 2 рази на тиждень (через підвищення пасажиропотоку поїзд призначали щоденно в літній курортний сезон, до великих свят та під час сильних снігопадів).
Через сильний снігопад взимку 2016/2017 років та як наслідок припинення автомобільного сполучення з обласним центром, у грудні 2016 та січні 2017 років поїзд Одеса — Ізмаїл тимчасово курсував щоденно.
Згодом цей поїзд скоротили до станції Білгород-Дністровський з можливістю узгодженої пересадки на електропоїзд до Одеси, проте він незабаром був скасований взагалі.
20 листопада 2021 року запущена нова модель приміських перевезень. Завдяки спільним зусиллям Укрзалізниці, Одеської обласної державної адміністрації та обласної ради на маршрут Одеса — Ізмаїл вийшов «Дунайський експрес», який став стартом розвитку системи приміських перевезень європейського зразка в Україні. На зазначеному маршруті почав курсувати сучасний дизель-поїзд  виробництва Крюківського вагонобудівного заводу ДПКр-3. Час в дорозі поїзда № 7002/7001 Одеса — Ізмаїл близько 4,5 годин. На маршруті руху здійснює зупинки на станціях: Білгород-Дністровський, Кулевча, Сарата, Арциз, Главані, Дзинілор та Котлабух. У складі поїзда 3 вагони — 170 місць. Поїзд має сучасні елементи інтер'єру та екстер'єру й пристосований для перевезення маломобільних верств населення.

### Київський напрямок
З 23 вересня 2016 року Південно-Західна залізниця призначила прямий щоденний поїзд Київ — Ізмаїл (через Одесу, Подільськ, Жмеринку та Вінницю.
З введенням графіку руху пасажирських поїздів на 2016/2017 роки поїзду змінена нумерація на № 145/146 і з категорії «сезонний нічний швидкий» він став курсувати цілий рік, як «нічний швидкий». 
З 9 грудня 2018 року в розкладі руху поїздів вказаний, як іменний поїзд — «Дунай».
З 18 березня по 6 липня 2020 не курсував через карантинні обмеження на COVID-19, з 7 серпня 2020 року відновлено рух поїзда за звичайним графіком,
У серпні 2020 року, через потрапляння Ізмаїла до «червоної» зони карантину, спричиненого різким спалахом захворюваності на COVID-19, на станції Ізмаїл було тимчасово припинено продаж проїзних документів та посадку пасажирів. Маршрут поїзда № 145/146 було скорочено до станції Котлабух.

## Події
Будівля вокзалу неодноразово страждала від недисциплінованих водіїв:
| Дата ДТП       | Авто     | Постраждалі                      | Джерело |
| -------------- | -------- | -------------------------------- | ------- |
| 20 грудня 2011 | Mercedes | Загинув водій та двоє пасажирів. | [ 27 ]  |
| 1 січня 2016   | Nissan   | немає                            | [ 28 ]  |

20 листопада 2016 року на п'ятій колії приймально-відправного парку станції сталося сходження двох напіввагонів з рудою.

## Панорами

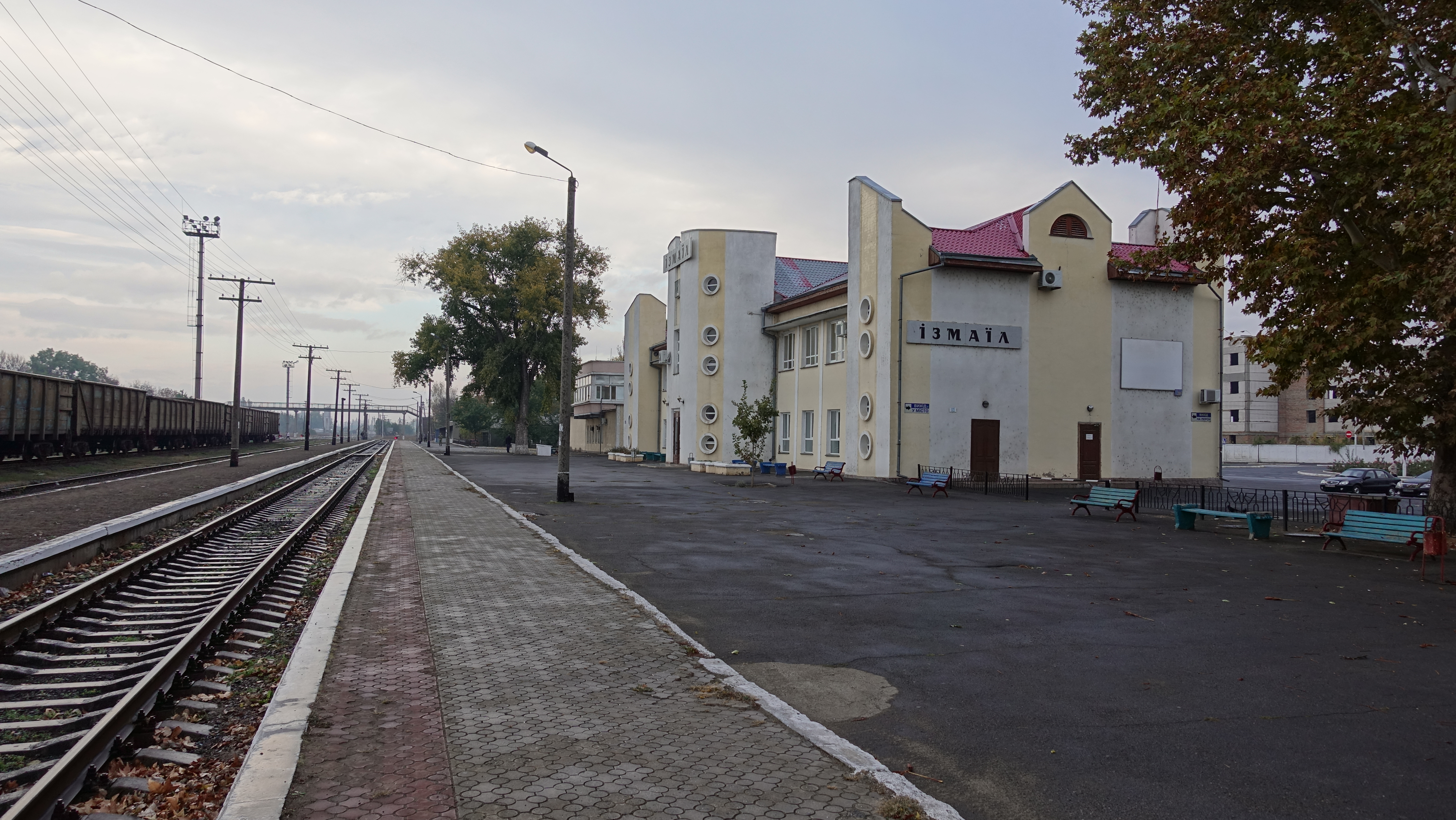
Перон станції, у напрямку до Арциза
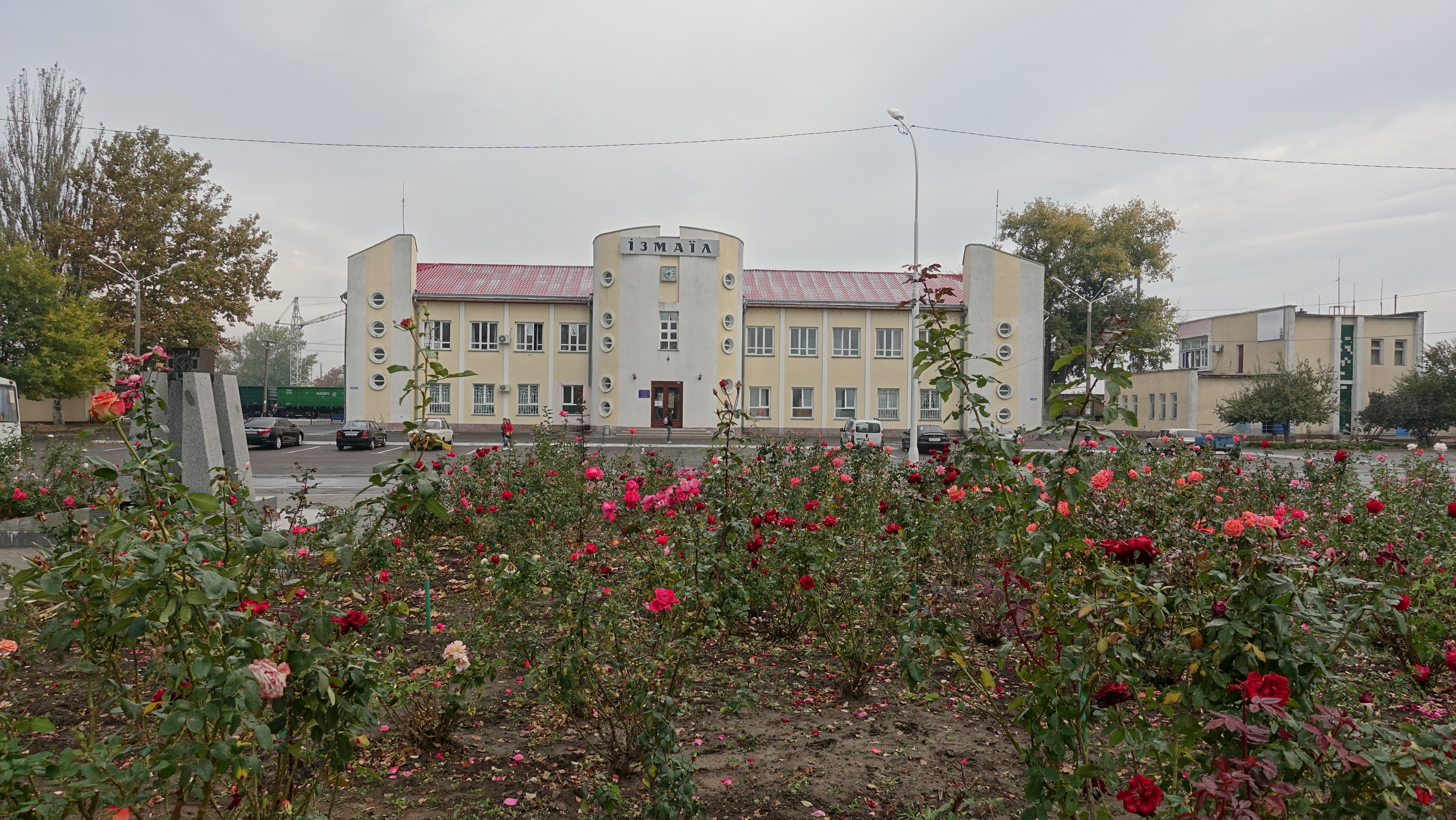
Вид на вокзал з боку міста
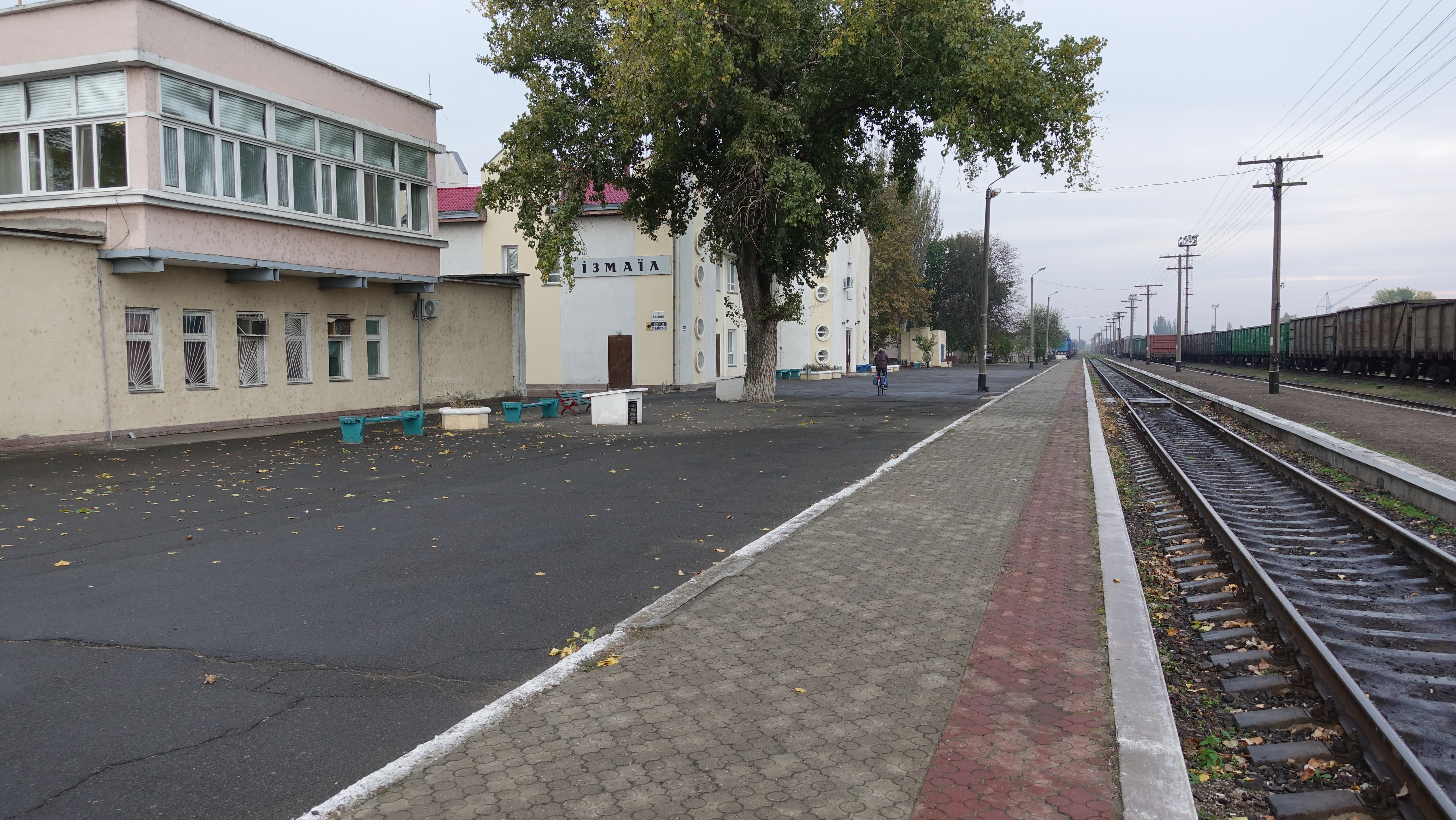
Пост ЕЦ та перон станції, у напрямку порту